# ذيل الفأر القطبية الجنوبية
ذيل الفأر القطبية الجنوبية (الاسم العلمي: Muricauda antarctica) هي نوع من البكتيريا، سلبية الغرام، تتبع جنس ذيل الفأر (بكتيريا).